# جريفولز
جريفولز ، اس ايه هي شركة إسبانية متعددة الجنسيات لتصنيع الأدوية والكيماويات . تعد الشركة منتجًا رئيسيًا للمنتجات المعتمدة على بلازما الدم ، وهو المجال الذي تعتبر فيه الشركة الرائدة في أوروبا والأكبر على مستوى العالم،   كما تقوم الشركة بتوريد الأجهزة والأدوات والكواشف لمختبرات الاختبارات السريرية.

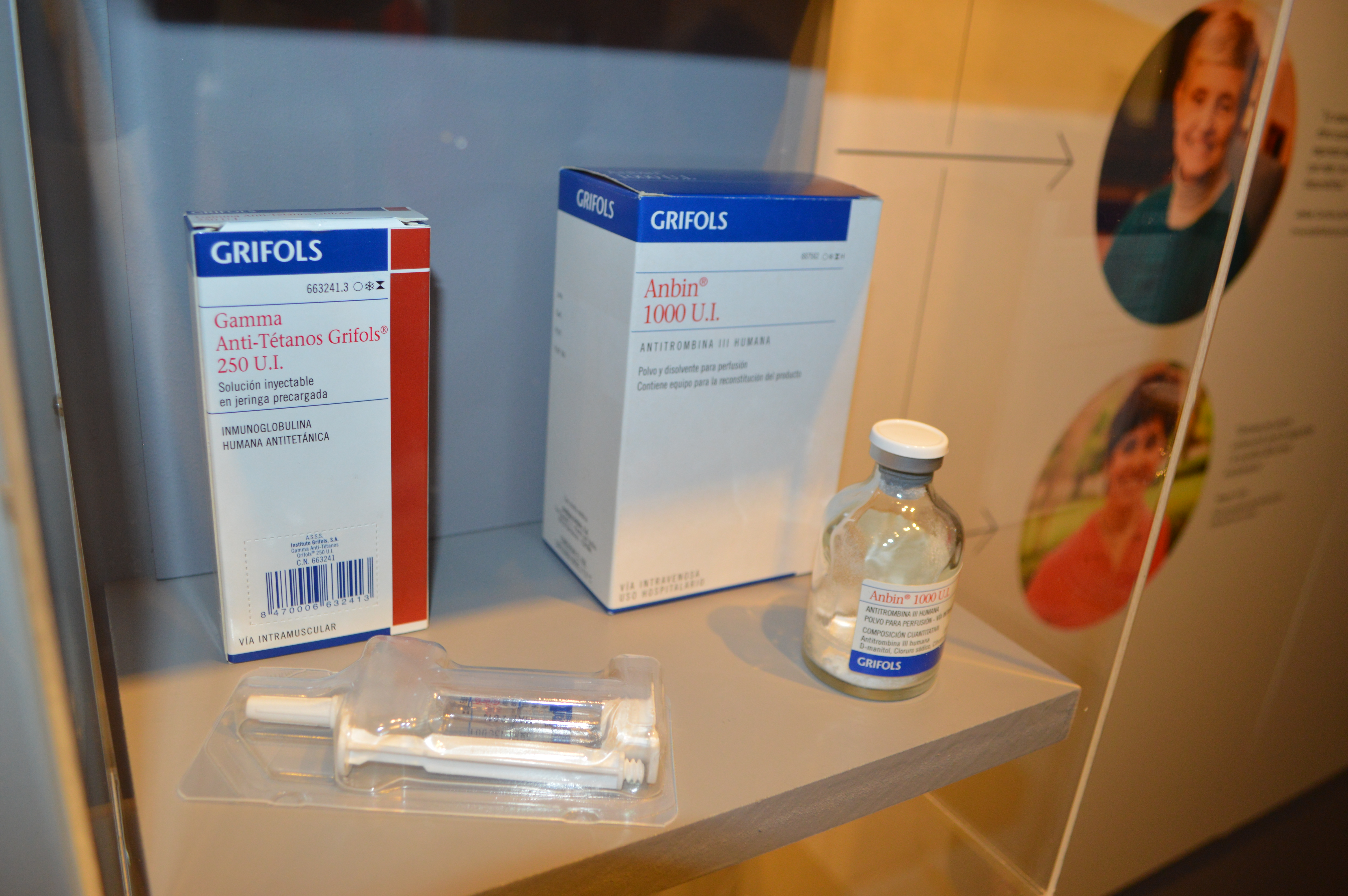
الجلوبيولين المناعي البشري للاستخدام المضاد للكزاز ومضاد الثرومبين الذي تنتجه شركة جريفولز.